# Chevrolet Kodiak

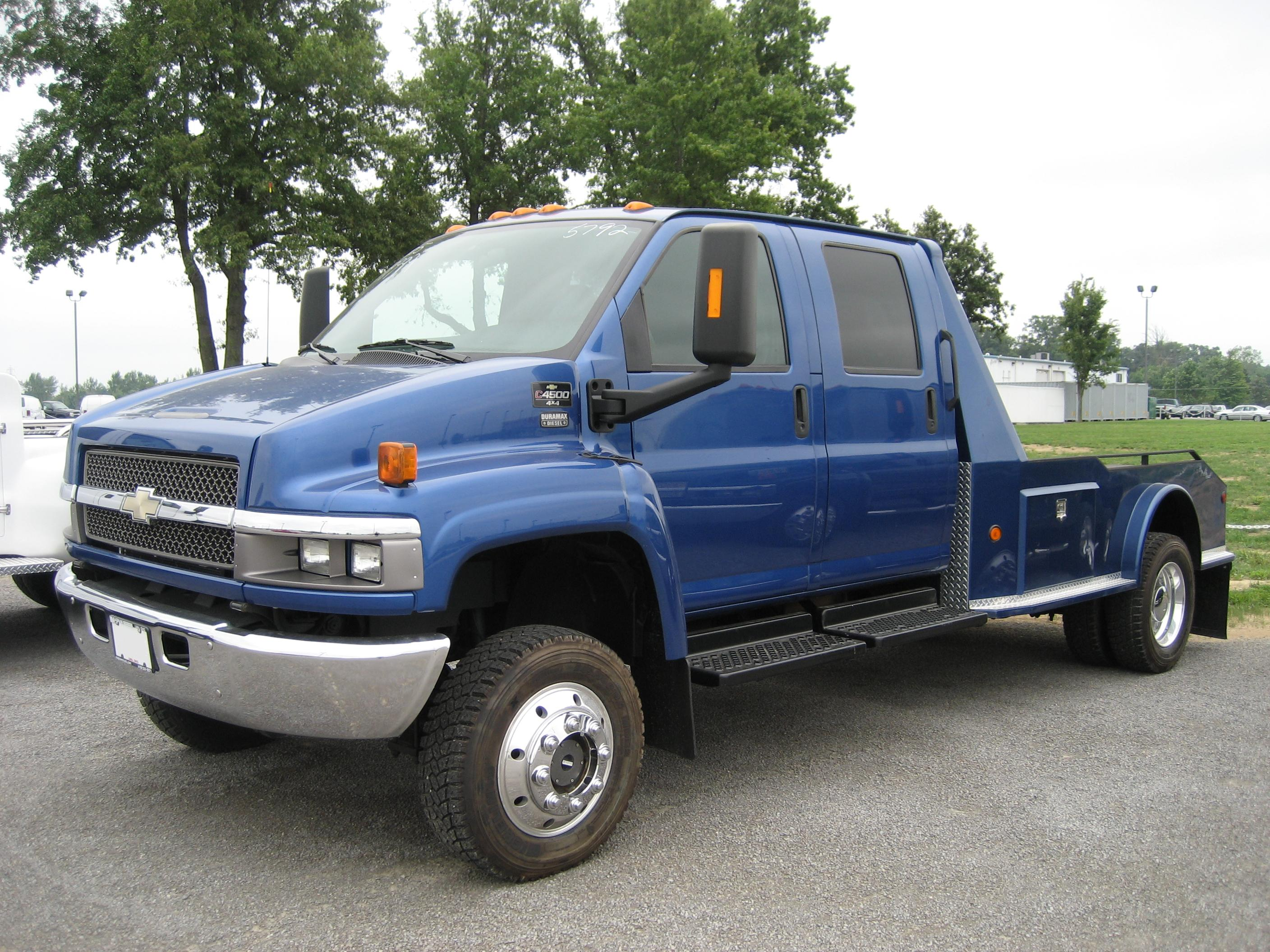
Exemple de Chevrolet Kodiak.

Les Chevrolet Kodiak et GMC TopKick sont une gamme de poids-lourds de la catégorie américaine « poids moyen » — entre 4 et 12 tonnes environ — produits par les divisions Chevrolet et GMC de General Motors de 1980 à 2009. Présenté comme une variante de la gamme de pick-ups C/K de taille moyenne, trois générations ont été produites. Répartis entre les pick-ups C / K et le GMC Brigadier Class 8 conventionnel, les Kodiak / TopKick ont été développés comme base pour des camions à vocation professionnelle, y compris des transporteurs de marchandises, des camions à benne basculante et des véhicules similaires; sur les générations suivantes, des variantes à châssis coupé et capoté ont été produites pour les bus.
Après des années de baisse de part de marché, General Motors (en ligne avec Ford Motor Company) a cherché à quitter la fabrication de camions lourds. Après avoir eu du mal à créer des coentreprises ou à vendre les droits de sa gamme de produits, la société a mis fin à la production des Kodiak et TopKick en 2009. Le dernier camion de poids moyen, un GMC TopKick 5500, est sorti de Flint Truck Assembly le 31 juillet 2009.
Pour l'année modèle 2019, après une interruption de dix ans, General Motors a réintégré le segment des camions moyens à usage classique. Développé en coentreprise avec Navistar International, le Chevrolet Silverado 4500/5500 est un véhicule de classe 4-6. Légèrement plus petit que le Kodiak / Topkick, le Silverado 4500/5500 est commercialisé exclusivement en tant que Chevrolet (sans contrepartie GMC).

## Première génération (1980-1989)
Pour 1980, General Motors a présenté les Chevrolet Kodiak et GMC TopKick en tant que camions conventionnels de classe 7. Répartis entre la gamme de pick-ups C / K de taille moyenne et légèrement en dessous du Chevrolet Bruin / GMC Brigadier conventionnelle de classe 8 à capot court, le Kodiak / TopKick a été développé en grande partie dans le but d'offrir le C / K de taille moyenne avec le V8 diesel Caterpillar 3208. Pour accueillir le plus gros moteur, les concepteurs de GM ont ajouté un capot plus haut et plus court (similaire au Bruin / Brigadier), nécessitant que la cabine soit relevée de plusieurs pouces. La calandre a été élargie, déplaçant les phares de l'intérieur vers le dessous de la calandre.
Le modèle Kodiak poursuit la tradition de dénomination de la firme Chevrolet, donnant des noms de "bêtes de frontière" aux poids lourds classiques (Chevrolet Bison et Chevrolet Bruin) alors que TopKick était un terme d'argot militaire (en ligne avec le GMC Brigadier et le GMC General). Comme avec le C / K, le Kodiak / TopKick était proposé avec des configurations de cabine à deux et quatre portes.
Les Chevrolet Kodiak et GMC TopKick étaient propulsées par un seul moteur: le V8 diesel Caterpillar 3208 10,4 L, à la fois à aspiration naturelle et à turbocompresseur.

## Deuxième génération (1990-2002)
La deuxième génération du Chevrolet Kodiak / GMC TopKick a été introduite pour 1990. Dans le cadre de l'architecture GMT530, tous les camions moyens de GM ont été regroupés sous la nomenclature Kodiak / TopKick, le C / K passant aux véhicules de consommation (pick-ups). À la suite de la coentreprise de 1986 entre GM et Volvo, GMC a mis fin à la production des General, Astro et Brigadier, laissant les Kodiak / TopKick de classe 6-7 étant les plus gros véhicules produits par GM.
Conformément à la génération précédente, bien que conçue avec son propre châssis renforcé, pour réduire les coûts d'outillage, la cabine des camions GMT530 est dérivée du pick-up C / K GMT400 (introduit en 1988). Comme auparavant, des configurations à deux et quatre portes étaient proposées; une cabine à toit surélevé est devenue optionnelle dans les années 1990. Au cours de ses 13 années de production, la plate-forme GMT530 a subi relativement peu de changements; comme les coussins gonflables n'étaient pas nécessaires dans les camions de poids moyen, l'intérieur datant de 1988 a été conservé tout au long de la production. Pour 1995, GM a remplacé les badges Kodiak et TopKick par les noms de modèles C4500-C8500, alignant les camions moyens avec le reste de la convention d'appellation de la gamme C / K. En option, un capot «aérodynamique» à profil bas est devenu une option (non offert sur les applications service intensif ou autobus scolaire).
En rupture avec l'offre monomoteur de la première génération des Kodiak / TopKick, le GMT530 a adopté la gamme de groupes motopropulseurs des pick-ups C / K de poids moyen de 1973-1989. Les moteurs essence étaient proposés en standard, avec des moteurs diesel en option. Le moteur essence standard était un V8 à injection de carburant de 6,0 L, avec un V8 à carburateur de 7,0 L en option (remplacé par un V8 de 7,4 L en 1991); au milieu des années 1990, le 7,4 L est devenu le moteur essence standard. En 2002, le V8 de 7,4 L a été remplacé par un V8 de 8,1 L (le V8 à cylindrée la plus élevée jamais construit par Chevrolet). Au lieu du V8 Caterpillar 3208, en tant que moteur diesel, les camions GMT530 offraient le 6 cylindres en ligne Caterpillar 3116, avec le 6 cylindres en ligne Caterpillar 3126 comme deuxième moteur diesel en 1997. 
Après que GM ais mis fin à la production du GMT530 pour le marché américain après 2002, la production pour le Mexique s'est poursuivie à Toluca, au Mexique, jusqu'en 2008. De 1995 à 2001, le GMT530 été assemblé au Brésil à l'aide de composants importés du Mexique, fabriqués selon les spécifications mexicaines. Tous les exemplaires du marché brésilien été produits avec le moteur diesel Caterpillar 3116. Au Brésil, les camions été badgés en fonction de leur poids nominal brut (en tonnes métriques) et de leur puissance arrondie en chevaux (12-170 pour 12 tonnes-170 ch, 14-190 pour 14 tonnes-190 ch et 16-220 pour 16 tonnes-220 ch).

## Troisième génération (2003-2010)
Pour 2003, General Motors a lancé la troisième génération de Chevrolet Kodiak / GMC TopKick sous l'architecture GMT560. Comme General Motors estimait que les deux noms avaient une meilleure reconnaissance sur le marché, la gamme de camions de poids moyen a été lancée sous les anciennes plaques signalétiques Kodiak / TopKick, avec Cx500 comme élément secondaire de la nomenclature. Dans le cadre de la refonte, un changement a été apporté à la conception du Kodiak / TopKick. Pour mieux rivaliser avec les gammes de camions moyens DuraStar International et Freightliner Business Class M2 les plus vendues, les camions GMT560 sont passés à une configuration de cabine orientée verticalement pour permettre un plancher de cabine plus bas, un espace de cabine accru et de meilleures entrées et sorties. Dérivée de la camionnette full-size Chevrolet Express / GMC Savana, la cabine a été produite dans des configurations à deux et quatre portes (comme les camions commerciaux avaient un poids nominal brut de plus de 8500 livres, ils ont été produits sans airbags). 
Au cours de sa production, le GMT560 a été produit avec peu de changements. À l'exception des calandres, les Kodiak et TopKick sont presque identiques; selon la finition, les versions sont produites avec deux ou quatre phares. Repris de la génération précédente, le châssis GMT560 été produit dans des configurations de classe 5-7, dans les modèles C4500, C5500, C6500 et C7500. En fait, successeur du GMC Brigadier, un modèle à essieu tandem, le C8500, a été introduit (avec un poids nominal brut pouvant atteindre 46 000 lb).
Sur le Kodiak / TopKick GMT560, la configuration du groupe motopropulseur été dérivée des spécifications du modèle. Sur les C4500 / C5500, un V8 de 8,1 L a été repris de la génération précédente, avec un V8 Duramax de 6,6 L remplaçant le Caterpillar 3116. Les moteurs diesel étaient de série sur les C6500 et les versions au-dessus, avec le 6 cylindres en ligne Duramax LG4 de 7,8 L en standard, avec un Caterpillar C7 de 7,2 L (un Caterpillar 3126 redessiné) proposé en option.

### GMT560 4x4
En 2005, GM a ajouté la transmission intégrale installée d'usine en option sur les Kodiak / TopKick C4500 / C5500. En rupture avec la tradition de dénomination des camions de GM, les modèles n'ont pas adopté la nomenclature "K", devenant la gamme de modèles 4x4 C4500 / 5500. Au lieu d'une suspension avant indépendante (utilisée sur les camionnettes de la série 3500), les 4x4 GMT560 utilisaient une suspension à essieu avant solide. Propulsé par un V8 Duramax de 6,6 L, le 4x4 utilisait une transmission Allison 2000 à 5 vitesses sur les séries de 2005-2006 (remplacée par une transmission Allison 2350 automatique à 6 vitesses) avec une boîte de transfert New Process 273C. 5.13:1 était le seul rapport de vitesse d'essieu offert pour les versions 4x4.
Pour 2007, GM a présenté une finition d'options de ressorts et de freins plus lourds de 9 000 lb pour l'essieu avant Dana 70HD; les essieux arrière (Dana S14-110L) étaient disponibles en quatre tailles: 11 000 lb, 13 500 lb, 15 000 lb et 19 000 lb (les deux derniers étaient des options sur les configurations à deux roues motrices).

### Isuzu H-Series
Pour 2003, Isuzu a sorti un camion à cabine conventionnelle, nommé Isuzu H-Series. Destiné en grande partie à un usage professionnel, l'Isuzu H-Series a été commercialisé en tant que concurrent pour le Hino 600 et le Freightliner M2. Basée sur le Kodiak / TopKick C6500 / C7500, le H-Series diffère uniquement par sa conception de calandre, partageant le six cylindres en ligne Duramax de 6,8 L avec le C6500 / 7500 et le Chevrolet / GMC T6500 / 7500 (basé sur l'Isuzu Forward).
À partir de l'année-modèle 2018, le H-Series est le premier (et le seul) camion à cabine conventionnelle vendu par Isuzu.

## Arrêt
En décembre 2007, GM a annoncé son intention de vendre ses activités de camions de poids moyen, notamment les Kodiak et TopKick, à Navistar International. En août 2008, GM et Navistar ont annoncé que leur protocole d'accord pour l'achat était arrivé à expiration et n'avait pas été renouvelé.
Après quatre années de travail avec plusieurs acheteurs potentiels, y compris un accord de cinq ans prévu avec Isuzu Motors annoncé fin janvier 2009 pour reprendre la ligne de production à Flint, Michigan, General Motors a décidé de mettre fin à ses opérations de camion de poids moyen. La production des camions moyens Chevy Kodiak et GMC TopKick a cessé à Flint le 31 juillet 2009. L'usine de Montréal a également fermé ses portes le 31 juillet 2009.

## Successeur
Article principal: Chevrolet Silverado § Version de service moyen (4500HD, 5500HD et 6500HD)
Au salon des camions de travail 2018 à Indianapolis, dans l'Indiana, General Motors a lancé une nouvelle gamme de camions de poids moyen pour l'année modèle 2019. Développé en coentreprise avec Navistar International, Chevrolet a lancé les Chevrolet Silverado 4500HD, 5500HD et 6500HD (pour les classes 4,5 et 6, respectivement),. Dans un décalage par rapport à l'ancienne gamme Kodiak, Chevrolet se développe vers la gamme Silverado sur presque toute sa gamme de camions (actuellement, aucune contrepartie GMC n'a été annoncée).
Partageant sa cabine avec la gamme de pick-ups Silverado, la gamme de modèles HD dispose de son propre châssis avec un capot inclinable vers l'avant. Comme pour le GMT360, des configurations de transmission 4x2 et 4x4 seront proposées. Lors de son lancement, un seul groupe motopropulseur sera offert: un V8 turbodiesel Duramax de 6,6 L de 350 ch avec une transmission automatique Allison,,.

## Variantes

### Bus scolaire
Suivant la tradition de son prédécesseur le C / K de taille moyenne, le Kodiak / TopKick de deuxième génération a été utilisé par General Motors pour approvisionner l'industrie des autobus scolaires tout au long de sa production. Dans un mouvement inhabituel à l'époque, à partir de 1992, GM a offert le Kodiak / TopKick uniquement à un seul fabricant de carrosserie, Blue Bird Corporation, de 1992 à 2002. Alors que le châssis de GM n'était pas proposé à d'autres fabricants, Blue Bird proposait d'autres combinaisons disponibles (Ford B700, International 3800 et plus tard Freightliner FS65) pour un prix supplémentaire. L'association du fabricant et du fournisseur de châssis deviendrait courante dans les années 1990 pour la fabrication d'autobus scolaires, mais après 2002, General Motors ne pouvait plus rester fournisseur de châssis. Le Kodiak / TopKick avec châssis d'autobus scolaire est également remarquable pour être l'un des derniers châssis d'autobus scolaire full-size propulsés par un moteur à essence.

### Conversion en pick-up
Un Kodiak C4500 spécial a été présenté au Salon de l'auto de Chicago 2006. Destiné pour l'International RXT (également présenté dessus), le prix été fixé à 70 000 $. Les deux partagent un certain nombre de similitudes, telles que les options incluses dans leurs finitions premium (un système audio puissant et un système de navigation sur DVD). En comparaison, le C4500 avait une puissance plus élevée (300 ch contre 230 ch) tandis que le RXT avait une capacité de remorquage plus élevée à 16 000 lb (7 300 kg); le C4500 était un 4x4 comme le plus grand International CXT.
General Motors et Monroe Truck Equipment (MTE) ont développé une conversion pick-up à cabine multiplace du GMC TopKick commercial appelé Ultimate Class IV TopKick Pickup. Cette version spéciale comprend une benne de ramassage en acier de 2,4 m et un hayon avec des panneaux latéraux composites personnalisés et une doublure de protection intérieure Rhino. Ce véhicule sert de mode alternatif pour le personnage Ironhide dans les trois premiers films Transformers.

### Cadillac One
Article principal : 2005 Cadillac DTS Presidential State Car
Depuis 2009, la voiture d'État présidentielle des États-Unis est devenue «Cadillac One»; en raison de sa taille massive, elle est également surnommée "The Beast". Correspondant à son utilisation par les services secrets, de nombreux détails sur le véhicule restent classés. Alors que ses spécifications de châssis n'ont jamais été révélées par Cadillac ou les services secrets, le véhicule a été développé aux côtés des GMC TopKick sur la plate-forme GMC560. Au lieu des limousines précédentes, le véhicule hautement blindé n'est pas basé sur une gamme de modèles Cadillac de production, mais porte plutôt une carrosserie unique (empruntant des composants aux véhicules Cadillac).
Mise en service en 2018, une deuxième génération de limousines "Cadillac One" est entrée en service. Portant une version mise à jour de la carrosserie Cadillac (bien qu'elle ne dérive pas encore d'une ligne de modèle spécifique), le véhicule est dérivé à nouveau d'un châssis GMT560 de camion diesel de poids moyen. Bien que presque toutes les spécifications du véhicule restent secrètes, son poids est estimé à 15 000-20 000 livres.